# Wieseth
Wieseth település Németországban, azon belül Bajorországban. Lakosainak száma 1324 fő (2023. december 31.).

## Népesség
A település népessége az elmúlt években az alábbi módon változott:
| Lakosok száma | 831  | 1066 | 1341 | 1285 | 1377 | 1360 | 1330 | 1324 | 1322 | 1324 |
|               | 1875 | 1950 | 1975 | 1987 | 2012 | 2014 | 2016 | 2017 | 2021 | 2023 |